# 青雲

青雲（せいうん）は、株式会社日本香堂が1965年より販売している線香のブランド名である。

## 沿革
- 1965年 - 毎日香の大ヒットの影響から孔官堂との関係が決裂。孔官堂から許諾を受けていた「蘭月」「仙年香」「松竹梅」等の全ブランドの販売権を返還。「青雲」を発売。当初は東日本を中心として販売していた。
- 1981年 - 「青雲」の全国展開を開始。“青雲、それは～”で始まる「青雲のうた」がコマーシャルソングに起用される。

## 製品
- 青雲[1] - 現在はあまり店頭では売られていない。
- 青雲バイオレット[2] - 現在の主力製品の一つ。
- 青雲クリーン[3] - 燃焼時に出る灰が少ない。
- 青雲アモーレ[4]
- 青雲ゴールド[5]
- 青雲 黒[6]
- 沈香青雲
- 青雲 赤
- 青雲 紫
- 青雲なごみ
- ちいかわ 青雲[7]  - 2025年5月発売。同作品に、後述の「青雲のうた」が引用されたことをきっかけに実現したコラボ商品。青色バージョンのパッケージにちいかわとハチワレのイラストと、「青雲のうた」の歌詞が書かれており、内容はさくら・サボン・たんぽぽの花の3種類のスティック型お香と陶器製の香立が同梱するお香セットとなる。日本香堂の直営店・オンライン、Yahoo!香ぎゃらりぃ、ちいかわグッズ専門店「ちいかわランド」「ちいかわマーケット」のみ発売。

## 青雲のうた
「青雲」のコマーシャルソングとして、1981年から放送されている楽曲。当初のCMでは作曲者である森田公一が歌っていた。その後1990年からは尾崎紀世彦、2010年からは錦織健、2020年からは林家たい平が同曲をカバーするCMが放送されている。
森田版の音源は2007年発売のCD『心と耳にのこるCMのうた』や2010年発売のCD『GOLDEN☆BEST 森田公一 ヒット&シングルコレクション』に収録。
- 作詞：伊藤アキラ、作曲：森田公一
  - 「青雲」のCMを制作した協同広告のクリエイティブディレクター（当時）・稲坂良弘が、伊藤と森田に依頼して制作された[11]。

なお、お笑いコンビサンドウィッチマンのスピーチの練習というネタで、このCMソングのパロディが使われている。そのほか、埼玉西武ライオンズに所属するプロ野球選手・川越誠司は本曲を2020年シーズンから登場曲として用いている。
フィクション作品においても、漫画『ちいかわ なんか小さくてかわいいやつ』の登場キャラクター・ハチワレの好きな歌という設定になっており、作品内で歌うシーンがある。アニメ版の第199話ではトクマルシューゴ編曲、櫻井真一歌唱の同曲が挿入歌として使用された。

## CM
通常のCMでは、「青雲のうた」に乗せて連凧が登場している。

### 現在
- 林家たい平（「青雲のうた」歌唱）
- 山田和樹（「青雲のうた」指揮）※林家たい平と共演。演奏は日本フィルハーモニー交響楽団[15]
- 窪田等（ナレーション）
- 里アンナ（「アモーレ」歌唱）
- さだまさし（「白秋歌」歌唱）

### 過去
- 三遊亭楽太郎（後の6代目三遊亭円楽）
- 三遊亭貴楽
- 三遊亭五九楽
- 三遊亭楽大（現・伊集院光）
- 尾崎紀世彦（「青雲のうた」歌唱）
- 森田公一（「青雲のうた」歌唱）
- 錦織健（「青雲のうた」歌唱）